# Людгер
Свети Людгер (на немски: Heilige Liudger; * ок. 742 при Утрехт, † 26 март 809 при Билербек) е мисионер, от 800 до 809 г. основател и абат на манастир Верден и на манастир „Св. Лудгери“ в Хелмщет и първият епископ на Мюнстер (805 – 809). Той е Светия и се чества на 26 март.

## Живот
Той е от знатен благороднически род от Фризия, син на християните Тиадгрим и Лиафбург. Учи между 756 и 767 г. в църковното училище (манастир „Св. Мартин“) в Утрехт. Негов учител там е мисионерът Грегор от Утрехт († 775). През 767 г. той учи в Йорк в църковното училище на учения Алкуин (730 – 804). Същата година там архиепископ Етелберт от Йорк прави Людгер дякон.
През 768/769 г. Людгер е в Утрехт и след това до средата на 772 г. в Англия. Конфликти между англи и фризи го карат да се върне в манастир „Св. Мартин“, който напуска след смъртта на Грегор от Утрехт. В чест на времето му в Утрехт Людгер пише Vita Gregorii за живота на своя учител.
През 776 г. Людгер започва мисионерска дейност във Фризия. На 7 юли 777 г. в Кьолн той е ръкоположен за свещеник. Людгер отива на поклонение в Рим (784) и Монтекасино (784/785 – 787). След завръщането му във Фризия франкският крал Карл Велики (768 – 814) го прави мисионерски ръководител за Средна Фризия (787), също става мисионер с ръководство на манастир „Св. Петър“ в Лотуза (Лоьце).
През 792 г. Карл Велики дава на Людгер мисионерското ръководство в Западна Саксония. През 793 г. Людгер основава в Мюнстер канонически манастир и мисионерско епископство. На 30 март 805 г. той е помазан в Кьолн от Хилдеболд (787 – 818), архиепископ на Кьолн, за първия епископ на Мюнстер.
Людгер пътува из своето епископство и умира на 26 март 809 г. в Билербек в присъствието на брат му. Той е закараб в Мюнстер и след един месец във Верден, където го погребват на 28 април извън първата абатска църква, по негово желание, близо до главния олтар. По-късно на гроба му построяват крипта.
- Карл Велики дава на Людгер брабантския манастир Лотуза.
 От Vita secunda Ludgeri.
- Крипта с ковчеже на Св. Людгер

## Произведения
- Liudgeri vita Gregorii abbatis Traiectensis Online (на латински) Архив на оригинала от 2014-04-19 в Wayback Machine., www.st-paulus-dom.info Архив на оригинала от 2014-04-19 в Wayback Machine.